# میناموتو نو یوشیکونی
میناموتو نو یوشیکونی (به ژاپنی: 源 義国 Minamoto no Yoshikuni); ۱ ژانویهٔ ۱۰۸۲ – ۱ ژانویهٔ ۱۱۵۵) پسر سامورایی معروف میناموتو نو یوشی‌ایه و جد خاندان آشیکاگا و خاندان نیتا اهل ژاپن بود.